# Список глав Гватемалы
Список глав Гватемалы включает в себя лиц, являвшихся таковыми в Гватемале с момента обретения страной независимости от испанской короны, включая периоды включения её в состав мексиканской империи Итурбиде () и вхождения в состав Соединённых провинций Центральной Америки (1824—1825) и Федерации Центральной Америки (1825—1840) (). Дополнительно включены главы государства Лос-Альтос, дважды создаваемого в северо-западных областях Гватемалы в 1838—1840 годах () и в 1848—1849 годах ().
В настоящее время главой государства и правительства является Президент Республики Гватемалы (исп. Presidente de la República de Guatemala), неофициально — Президент Гватемалы (исп. Presidente de Guatemala), согласно конституции — Конституционный президент Республики Гватемалы (исп. Presidente Constitucional de la República de Guatemala). В соответствии с действующей конституцией срок полномочий президента начинается 14 января после даты избрания и в этот день истекает срок полномочий предыдущего президента. Срок полномочий как президента, так и избираемого совместно с ним вице-президента, составляет четыре года, без права повторного избрания.
Применённая в первом столбце таблиц нумерация является условной. Также условным является использование в первых столбцах цветовой заливки, служащей для упрощения восприятия принадлежности лиц к различным политическим силам без необходимости обращения к столбцу, отражающему партийную принадлежность. В случае, если продолжающиеся полномочия главы государства имели различный характер и основания (например, единый срок нахождения во главе государства лица, исполняющего обязанности временно до периода конституционных полномочий), это показано раздельно. В столбце «Выборы» отражены состоявшиеся выборные процедуры или иные основания, по которым лицо стало главой государства. Наряду с партийной принадлежностью, в столбце «Партия» также отражён внепартийный (независимый) статус персоналий, или их принадлежность к вооружённым силам, когда они выступали как самостоятельная политическая сила.

## Президентские резиденции

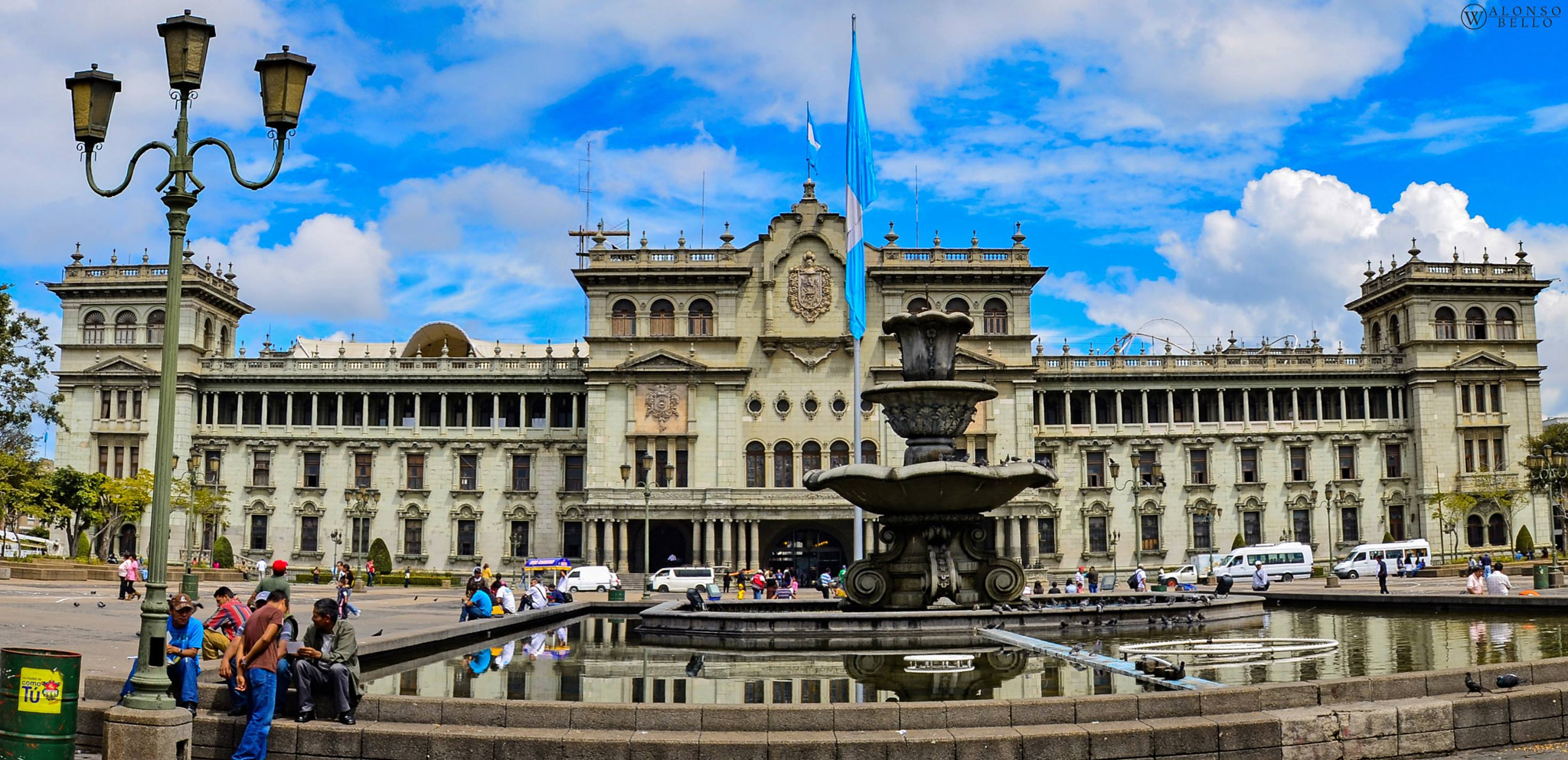
Национальный дворец культуры, резиденция президента

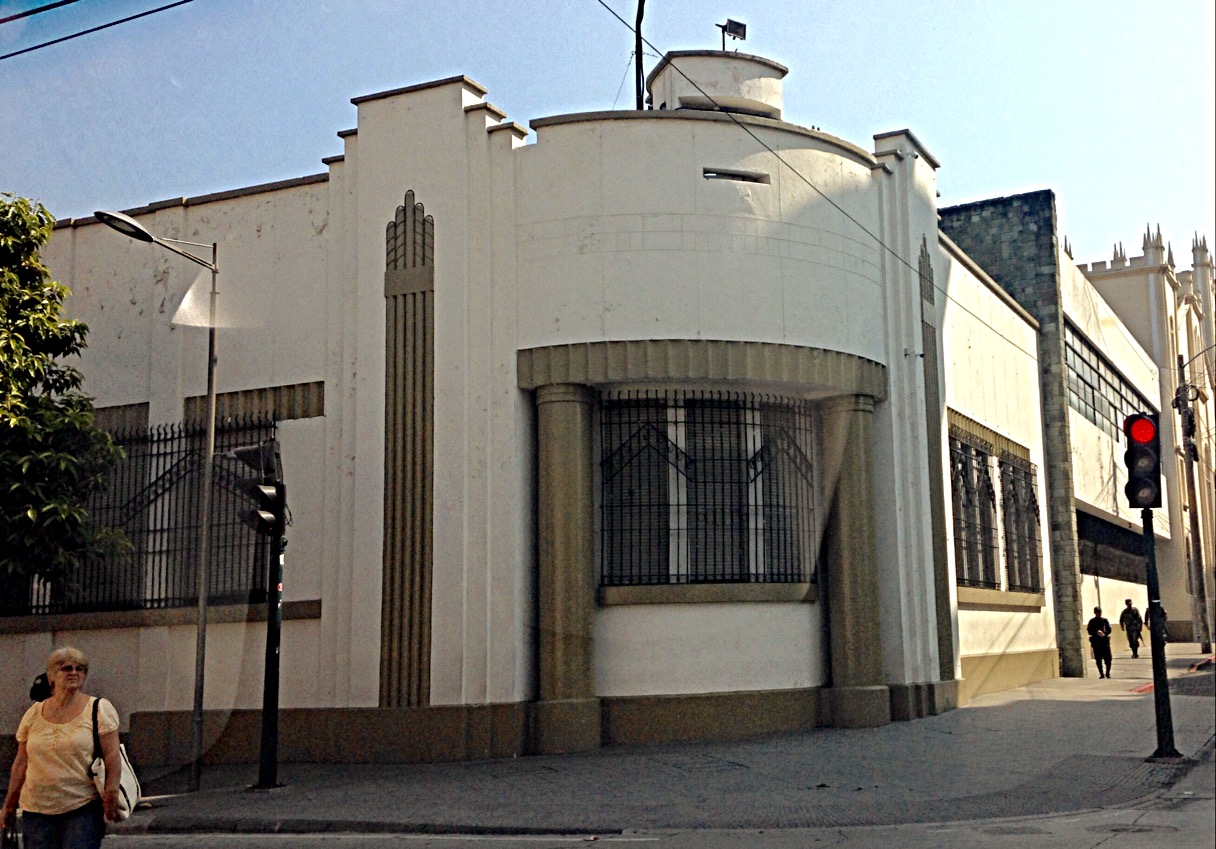
Президентский дом Гватемалы, жилая резиденция президента

Официальной резиденцией президента является столичный Национальный дворец культуры (исп. Palacio Nacional de la Cultura). Фактически дворец является национальным музеем и используется для торжественных мероприятий (таких как приём государственных визитов, церемонии вручения верительных грамот). Жилой и рабочей резиденцией является Президентский дом Гватемалы (исп. Casa Presidencial de Guatemala).

## Провинция Гватемала (1821—1824)
В колониальный период современная территория Гватемалы входила в состав генерал-капитанства Гватемала, составляя провинцию Гватемала (исп. Provincia de Guatemala). В мае 1820 года испанские кортесы восстановили её под непосредственным управлением генерал-капитана, отделив от неё созданные провинции Комаягуа и Сьюдад-Реал-де-Чьяпас и преобразованную в провинцию интенденсию Сан-Сальвадор. 15 сентября 1821 года провинциальная депутация (исп. Diputación Provincial) генерал-капитанства по инициативе генерал-капитана и генерал-интенданта Габино Гайнсы приняла Акт о независимости Центральной Америки от испанской монархии, предложив подчинённым провинциям направить делегатов на общий конгресс для решения вопроса о суверенитете или присоединении к мексиканской империи.
К началу 1822 года были получены ответы муниципалитетов, большинство которых заняло промексиканскую позицию, и 9 января 1822 года созданная Гайнсой временная консультативная хунта приняла декларацию о присоединении провинций Гватемалы к Мексике. В мае 1822 года в Гватемалу вступили направленные Агустином I войска под командованием Висенте Филисолы, которому 22 июня 1822 года Гайнса передал полномочия и отбыл в Мехико; в июле 1822 года мексиканский конгресс одобрил присоединение центральноамериканских провинций. Подавив сопротивление сальвадорцев, Филисола принял 10 февраля 1823 года их присягу императору Агустину I, завершив аннексию, однако уже 19 марта 1823 года император бежал в Европу.
29 марта 1823 года Филисола принял решение созвать предусмотренный Актом о независимости 1821 года конгресс провинций. Созванный Филисолой конгресс открылся 29 июня 1823 года под председательством Дельгадо, сразу признав присоединение к Мексике незаконным и насильственным. 1 июля 1823 года была принята Декларация о полной независимости Центральной Америки, а конгресс было решено объявить Конституционной национальной ассамблеей. Наконец, 10 июля 1823 года было заявлено о создании Соединённых провинций Центральной Америки (исп. Provincias Unidas del Centro de América, также Республика Центральной Америки, исп. República del Centro de América) в составе Гватемалы, Сан-Сальвадора и Никарагуа и об избрании правящего триумвирата. 5 октября 1823 года его сменил новый состав триумвиров, при этом до 15 сентября 1824 года в Гватемале управление осуществляли федеральные власти. 17 декабря 1823 года центральноамериканская ассамблея приняла решение распространить представленный редакционной комиссией текст основ федеральной конституции с целью получения замечаний или предложений провинций.
Курсивом на сером фоне показаны даты начала и окончания полномочий лиц, замещающих временно отсутствующих избранных членов триумвиратов.
|        | Портрет | Имя (годы жизни)                                                                           | Полномочия                                        | Полномочия       | Должность | Пр.                  |
| Начало | Портрет | Имя (годы жизни)                                                                           | Окончание                                         |                  | Должность | Пр.                  |
| ------ | ------- | ------------------------------------------------------------------------------------------ | ------------------------------------------------- | ---------------- | --- | -------------------- |
| —      |         | Габино Гайнса-и-Фернандес де Медрано (1753—1829) исп. Gabino Gaínza y Fernández de Medrano | 15 сентября 1821                                  | 22 июня 1822     | верховный политический глава, генерал-капитан и генерал-интендант провинций Гватемалы исп. Jefes Políticos Superiores, Capitanes Generales y Generales Intendentes de las Provincias de Guatemala | [ 6 ] [ 16 ] [ 17 ]  |
| —      |         | Висенте Филисола (1789—1850) исп. Vicente Filísola                                         | 22 июня 1822                                      | 17 июля 1823     | верховный политический глава, генерал-капитан и генерал-интендант провинций Гватемалы исп. Jefes Políticos Superiores, Capitanes Generales y Generales Intendentes de las Provincias de Guatemala | [ 18 ] [ 19 ]        |
| —      |         | Антонио Ривера Кабесас (1784—1851) исп. Antonio Rivera Cabezas                             | 10 июля 1823                                      | 5 октября 1823   | члены триумвирата исп. miembros del triunvirato | [ 20 ] [ 21 ] [ 22 ] |
| —      |         | Педро Хосе Антонио Молина Масарьегос (1777—1854) исп. Pedro José Antonio Molina Mazariegos | 10 июля 1823                                      | 5 октября 1823   | члены триумвирата исп. miembros del triunvirato | [ 20 ] [ 23 ]        |
| —      |         | Хуан Висенте Вильякорта Диас (1764—1828) исп. Juan Vicente Villacorta Díaz                 | 10 июля 1823                                      | 5 октября 1823   | члены триумвирата исп. miembros del triunvirato | [ 20 ] [ 24 ]        |
| —      |         | Томас Антонио O’Хоран-и-Аргуэльо (1776—1848) исп. Tomás Antonio O'Horán y Argüello         | 5 октября 1823                                    | 15 сентября 1824 | члены триумвирата исп. miembros del triunvirato | [ 25 ] [ 26 ]        |
| —      |         | Хосе Сесилио Диас дель Валье (1780—1834) исп. José Cecilio Díaz del Valle                  | 5 октября 1823 (избран) 5 февраля 1824 (по факту) | 15 сентября 1824 | члены триумвирата исп. miembros del triunvirato | [ 25 ] [ 27 ]        |
| —      |         | Мануэль Хосе де Арсе-и-Фагоага (1787—1847) исп. Manuel José de Arce y Fagoaga              | 5 октября 1823 (избран) 15 марта 1824 (по факту)  | 4 сентября 1824  | члены триумвирата исп. miembros del triunvirato | [ 25 ] [ 28 ] [ 29 ] |
| —      |         | Хосе Сантьяго Милья Пинеда Арриага (1783—?) исп. José Santiago Milla Pineda Arriaga        | 5 октября 1823                                    | 5 февраля 1824   | члены триумвирата исп. miembros del triunvirato | [ 25 ]               |
| —      |         | Хуан Висенте Вильякорта Диас (1764—1828) исп. Juan Vicente Villacorta Díaz                 | 5 октября 1823                                    | 15 марта 1824    | члены триумвирата исп. miembros del triunvirato | [ 24 ] [ 25 ]        |

## В составе Соединённых провинций и Федерации (1824—1840)
Этот раздел о главах Гватемалы — государства в составе Соединённых провинций Центральной Америки (1824—1825) и Федерации Центральной Америки (1825—1838).
О главах федеративного государства см. Список глав союзов центральноамериканских государств.
22 ноября 1824 года центральноамериканская ассамблея утвердила постоянную конституцию, по которой страна получила название Федерация Центральной Америки (исп. Federación de Centro América), при этом в официальных документах повсеместно использовалось название Федеративная Республика Центральной Америки (исп. República Federal de Centro América), оно же было указано на гербе страны. В тот же день к союзу присоединился Гондурас.
Начавшая работу 15 сентября 1824 года провинциальная Конституционная ассамблея провозгласила создание государства Гватемала (исп. Estado de Guatemala) и назначила Алехандро Диаса Кабасу де Ваку исполняющим обязанности его главы, а на следующий день после утверждения 11 октября 1824 года конституции государства избрала верховным главой государства (исп. Jefe Supremo del Estado) Хуана Баррундию и вторым главой государства (исп. Segundo Jefe del Estado) Сирило Флореса Эстраду. 6 сентября 1826 года по приказу федерального президента Мануэля Хосе Арсе Баррундия был арестован, но не осуждён состоявшимся через три дня судом, который при этом подтвердил переход полномочий Эстраде, продолжившим независимую от Арсе политику и перенёсшим своё правительство в Кесальтенанго, где был убит в ходе восстания, после чего до 2 января 1827 года федеральные власти осуществляли прямое управление Гватемалой. В условиях начавшейся в 1826 году гражданской войны между консерватором Арсе, стремящимся к созданию центральноамериканского унитарного государства, и объединившим либералов президентом Сальвадора Франсиско Морасаном, в Гватемале был создан Совет представителей (исп. Consejo Representativo), пока 1 марта 1827 года Арсе своим декретом не назначил её верховным главой Мариано де Айсиена-и-Пиньоля, представителя влиятельного клана Айсинена.
Заняв 12 апреля 1829 года столицу Нуэва-Гватемала-де-ла-Асунсьон победивший в гражданской войне Морасан арестовал на следующий день Айсиена-и-Пиньоля, как и всех представителей этого клана, и назначил временным главой Гватемалы Мариано Сентено, пока 30 апреля 1829 года на посту не был восстановлен Хуан Баррундия. 30 августа 1829 года конгресс избрал новым верховным главой Педро Молину Масарьегоса, который 9 марта 1830 года был подвернут импичменту, однако оправдан судом 27 октября 1830 года, после чего покинул пост добровольно, передав полномочия вице-главе Антонио Ривере Кабесасу (10 февраля 1831 года их принял Хосе Грегорио Маркес, а 18 августа 1831 года — назначенный федеральным президентом Морасаном его советник Франсиско Хавьер Флорес).
28 августа 1831 года Национальный конгресс избрал верховным главой государства Мариано Гальвеса, переизбранного в 1835 году, но отрешённого от должности 3 марта 1838 года в порядке импичмента, после чего полномочия перешли ко второму главе государства Педро Хосе Валенсуэле, а затем — к президенту Совета представителей Мариано Ривере Пасу. 30 января 1839 года Морасан назначил временным главой Гватемалы Карлоса Саласара, однако через два дня оставил федеральное правительство на попечение вице-президента Диего Вихиля и отбыл в Сальвадор. Воспользовавшийся этим Рафаэль Каррера занял столицу и восстановил 13 апреля 1839 года полномочия Мариано Риверы Паса, который 17 апреля 1839 года заявил о выходе Гватемалы из союза, — вслед за Никарагуа (2 мая 1838 года), Гондурасом (26 октября 1838 года) и Коста-Рикой (15 ноября 1838 года, — чему способствовало провозглашение федеральным конгрессом 30 мая 1838 года права выбора составными частями союза любой основанной на народном представительстве формы правления. Окончательно о роспуске федерации было заявлено 31 марта 1840 года Вихилем.
|                                                          | Портрет         | Имя (годы жизни) | Полномочия       | Полномочия      | Выборы       | Должность | Пр.                  |
| Начало                                                   | Портрет         | Имя (годы жизни) | Окончание        |                 | Выборы       | Должность | Пр.                  |
| -------------------------------------------------------- | --------------- | --- | ---------------- | --------------- | ------------ | --- | -------------------- |
| и. о.                                                    |                 | Алехандро Диас Кабаса де Вака (1766—?) исп. Alejandro Díaz Cabeza de Vaca                                                       | 17 сентября 1824 | 12 октября 1824 | [ комм. 13 ] | исполняющий обязанности главы государства исп. Jefe Interino del Estado                                                                           | [ 40 ] [ 41 ]        |
| 1 (I)                                                    |                 | Хуан Непомусено Баррундия Сепеда (1788—1843) исп. Juan Nepomuceno Barrundia Cepeda                                              | 12 октября 1824  | 9 сентября 1826 | [ комм. 13 ] | верховный глава государства исп. Jefe Supremo del Estado                                                                                          | [ 42 ] [ 43 ] [ 44 ] |
| и. о.                                                    |                 | Хосе Сирило Флорес Эстрада (1779—1826) исп. José Cirilo Flores Estrada                                                          | 9 сентября 1826  | 13 октября 1826 | [ комм. 16 ] | второй глава государства, ответственный за исполнительную власть исп. Segundo Jefe del Estado, encargado del Poder Ejecutivo                      | [ 45 ]               |
| Прямое управление властями Федерации Центральной Америки |                 | |                  |                 |              | |                      |
| и. о.                                                    |                 | Хосе Доминго Эстрада (?—?) исп. José Domingo Estrada                                                                            | 2 января 1827    | 1 марта 1827    | [ комм. 17 ] | президент Совета представителей, ответственный за исполнительную власть исп. Presidente del Consejo Representativo, encargado del Poder Ejecutivo | [ 37 ]               |
| 2                                                        |                 | Мариано де Айсиена-и-Пиньоль (1789—1855) исп. Mariano de Aycinena y Piñol                                                       | 1 марта 1827     | 13 апреля 1829  | [ комм. 19 ] | верховный глава государства исп. Jefe Supremo del Estado                                                                                          | [ 46 ] [ 47 ]        |
| 3                                                        |                 | Мариано Сентено (1773—1838) исп. Mariano Zenteno                                                                                | 13 апреля 1829   | 30 апреля 1829  | [ комм. 20 ] | временный глава государства исп. Jefe Provisional del Estado                                                                                      | [ 37 ]               |
| 1 (II)                                                   |                 | Хуан Непомусено Баррундия Сепеда (1788—1843) исп. Juan Nepomuceno Barrundia Cepeda                                              | 30 апреля 1829   | 30 августа 1829 | [ комм. 21 ] | верховный глава государства исп. Jefe Supremo del Estado                                                                                          | [ 42 ] [ 43 ] [ 44 ] |
| 4                                                        |                 | Педро Хосе Антонио Молина Масарьегос (1777—1854) исп. Pedro José Antonio Molina Mazariegos                                      | 30 августа 1829  | 27 октября 1830 | [ комм. 23 ] | верховный глава государства исп. Jefe Supremo del Estado                                                                                          | [ 48 ] [ 49 ]        |
| и. о.                                                    |                 | Антонио Ривера Кабесас (1784—1851) исп. Antonio Rivera Cabezas                                                                  | 27 октября 1830  | 10 февраля 1831 | [ комм. 25 ] | вице-глава государства, ответственный за исполнительную власть исп. Vice Jefe del Estado, encargado del Poder Ejecutivo                           | [ 21 ] [ 22 ]        |
| и. о.                                                    |                 | Хосе Грегорио Маркес (?—?) исп. José Gregorio Márquez                                                                           | 10 февраля 1831  | 18 августа 1831 | [ комм. 26 ] | вице-глава государства, ответственный за исполнительную власть исп. Vice Jefe del Estado, encargado del Poder Ejecutivo                           | [ 37 ]               |
| и. о.                                                    |                 | Франсиско Хавьер Флорес (?—?) исп. Francisco Javier Flores                                                                      | 18 августа 1831  | 28 августа 1831 | [ комм. 27 ] | советник президента, ответственный за исполнительную власть исп. Consejero Presidente, encargado del Poder Ejecutivo                              | [ 37 ]               |
| 5 (I—II)                                                 |                 | Хосе Мариано Фелипе Гоена-и-Гальвес (1794—1862) исп. José Mariano Felipe Goyena y Gálvez                                        | 28 августа 1831  | 28 августа 1835 | [ комм. 23 ] | верховный глава государства исп. Jefe Supremo del Estado                                                                                          | [ 50 ] [ 51 ] [ 52 ] |
| 5 (I—II)                                                 | 28 августа 1835 | Хосе Мариано Фелипе Гоена-и-Гальвес (1794—1862) исп. José Mariano Felipe Goyena y Gálvez                                        | 3 марта 1838     |                 | [ комм. 23 ] | верховный глава государства исп. Jefe Supremo del Estado                                                                                          | [ 50 ] [ 51 ] [ 52 ] |
| и. о.                                                    |                 | Педро Хосе Игнасио де Санта-Марта Валенсуэла-и-Хауреги (1797—1865) исп. Pedro José Ignacio de Santa Marta Valenzuela y Jáuregui | 3 марта 1838     | 29 июля 1838    | [ комм. 30 ] | второй глава государства, ответственный за исполнительную власть исп. Segundo Jefe del Estado, encargado del Poder Ejecutivo                      | [ 53 ] [ 54 ]        |
| и. о.                                                    |                 | Мариано Ривера Пас (1804—1849) исп. Mariano Rivera Paz                                                                          | 29 июля 1838     | 30 января 1839  | [ комм. 17 ] | президент Совета представителей, ответственный за исполнительную власть исп. Presidente del Consejo Representativo, encargado del Poder Ejecutivo | [ 55 ] [ 56 ] [ 57 ] |
| и. о.                                                    |                 | Карлос Саласар Кастро (1800—1867) исп. Carlos Salazar Castro                                                                    | 30 января 1839   | 13 апреля 1839  | [ комм. 27 ] | временный глава государства исп. Jefe Provisorio del Estado                                                                                       | [ 58 ] [ 59 ] [ 60 ] |
| и. о.                                                    |                 | Мариано Ривера Пас (1804—1849) исп. Mariano Rivera Paz                                                                          | 13 апреля 1839   | 17 апреля 1839  | [ комм. 33 ] | президент Совета представителей, ответственный за исполнительную власть исп. Presidente del Consejo Representativo, encargado del Poder Ejecutivo | [ 55 ] [ 56 ] [ 57 ] |

### Лос-Альтос (1838—1840)
2 февраля 1838 года об отделении от Гватемалы объявили её северо-западные области, создавшие государство Лос-Альтос со столицей в Кесальтенанго, вошедшее в союз 16 августа 1838 года. Его официальным наименованием стало Республика Шестого Государства Высот (исп. República del Sexto Estado de Los Altos). Гватемала заявила о своём выходе из Союза 17 апреля 1839 года, 31 мая 1839 года её примеру последовало Лос-Альтос; подписав 10 августа 1839 года договор с Сальвадором, оно пыталось обезопасить себя в противостоянии консервативным лидерам Гватемалы, однако в развернувшемся 22 января 1840 года вооружённом конфликте потерпело поражение в течение недели, лидеры Лос-Альтоса были арестованы и вывезены в Гватемалу. 26 февраля 1840 года её правительство объявило о восстановления своей власти над Лос-Альтосом.

Лос-Альтос на карте Гватемалы

На протяжении недолгой истории Лос-Альтоса во главе этого государства стояло коллегиальное Временное правительство (со 2 февраля по 5 марта 1838 года), затем правительственная хунта, президент которой Хосе Мария Марсело Молина Мота 28 декабря 1838 года был избран главой государства
|        | Портрет          | Имя (годы жизни) | Полномочия     | Полномочия      | Выборы                                 | Должность                                                            | Пр.    |
| Начало | Портрет          | Имя (годы жизни) | Окончание      |                 | Выборы                                 | Должность                                                            | Пр.    |
| ------ | ---------------- | --- | -------------- | --------------- | -------------------------------------- | -------------------------------------------------------------------- | ------ |
| —      | Герб Лос-Альтоса | Временное правительство в составе: Хосе Мария Марсело Молина Мота (1800—1879) исп. José María Marcelo Molina Mata Хосе Мария Гальвес Вальенте (?—?) исп. José María Gálvez Valiente Хосе Антонио Кларо Агилар Коломо (1800—?) исп. José Antonio Claro Aguilar Colomo (до 5 февраля 1838 года) Хоакин Монт Пратс (?—?) исп. Joaquín Mont Prats (с 5 февраля 1838 года) Феликс Хуарес (?—?) исп. Felix Juárez (с 5 февраля 1838 года) | 2 февраля 1838 | 5 марта 1838    | [ комм. 36 ]                           | временное правительство исп. Gobierno Provisorio                     | [ 65 ] |
| и. о.  |                  | Хосе Мария Марсело Молина Мота (1800—1879) исп. José María Marcelo Molina Mata | 5 марта 1838   | 28 декабря 1838 | [ комм. 37 ]                           | президент правительственной хунты исп. Junta Provisional Gubernativa | [ 65 ] |
| и. о.  | 28 декабря 1838  | Хосе Мария Марсело Молина Мота (1800—1879) исп. José María Marcelo Molina Mata | 29 января 1840 | [ комм. 39 ]    | глава государства исп. Jefe del Estado |                                                                      | [ 65 ] |

## Государство Гватемала (1839—1847)
Собравшаяся Конституционная ассамблея (исп. Asamblea Constituyente) установила 3 декабря 1839 года пост президента государства (исп. Presidente del Estado), сохранив его за Мариано Риверой Пасом, при этом фактическим главой государства являлся осуществлявший силовой контроль Рафаэль Каррера. После сделанного Риверой 14 декабря 1841 года заявления об отставке его полномочия принял президент Палаты представителей Хосе Венансио Лопес; открывшаяся 25 февраля 1842 года сессия законодательной ассамблеи утвердила отставку Риверы и избрала Лопеса президентом против его воли; 14 мая 1842 года он добился своей отставки и удалился от дел, а президентом повторно был избран Ривера, который вновь ушёл в отставку 14 декабря 1844 года, испытывая давление со стороны Карреры, давшего согласие на своё избрание.
Своим декретом от 21 марта 1847 года Каррера провозгласил Республику Гватемалу (исп. Estado de Guatemala).
Курсивом на сером фоне показаны даты начала и окончания полномочий лица, исполнявшего полномочия главы государства с момента заявления об его отставке до её принятия парламентариями.
|        | Портрет         | Имя (годы жизни)                                                              | Полномочия      | Полномочия      | Партия                | Выборы                                           | Должность | Пр.                  |
| Начало | Портрет         | Имя (годы жизни)                                                              | Окончание       |                 | Партия                | Выборы                                           | Должность | Пр.                  |
| ------ | --------------- | ----------------------------------------------------------------------------- | --------------- | --------------- | --------------------- | ------------------------------------------------ | --- | -------------------- |
| и. о.  |                 | Мариано Ривера Пас (1804—1849) исп. Mariano Rivera Paz                        | 17 апреля 1839  | 3 декабря 1839  | Консервативная партия | [ комм. 40 ]                                     | президент Совета представителей, ответственный за исполнительную власть исп. Presidente del Consejo Representativo, encargado del Poder Ejecutivo                         | [ 55 ] [ 56 ] [ 57 ] |
| 5 (I)  | 3 декабря 1839  | Мариано Ривера Пас (1804—1849) исп. Mariano Rivera Paz                        | 25 февраля 1842 | [ комм. 41 ]    | Консервативная партия | президент государства исп. Presidente del Estado | | [ 55 ] [ 56 ] [ 57 ] |
| и. о.  |                 | Хосе Венансио Лопес Рекуэна (1791—1863) исп. José Venancio López Requena      | 14 декабря 1841 | 25 февраля 1842 | Консервативная партия | [ комм. 42 ]                                     | президент Палаты представителей государства, ответственный за исполнительную власть исп. Presidente de Cámara de Representantes del Estado, encargado del Poder Ejecutivo | [ 69 ] [ 70 ]        |
| 6      | 25 февраля 1842 | Хосе Венансио Лопес Рекуэна (1791—1863) исп. José Venancio López Requena      | 14 мая 1842     | [ комм. 44 ]    | Консервативная партия | президент государства исп. Presidente del Estado | | [ 69 ] [ 70 ]        |
| 5 (II) |                 | Мариано Ривера Пас (1804—1849) исп. Mariano Rivera Paz                        | 14 мая 1842     | 14 декабря 1844 | Консервативная партия | президент государства исп. Presidente del Estado | [ комм. 45 ] | [ 55 ] [ 56 ] [ 57 ] |
| 7 (I)  |                 | Хосе Рафаэль Каррера-и-Турсиос (1814—1865) исп. José Rafael Carrera y Turcios | 14 декабря 1844 | 21 марта 1847   | Консервативная партия | президент государства исп. Presidente del Estado | [ комм. 44 ] | [ 71 ] [ 72 ] [ 73 ] |

## Республика от Карреры до Либеральной революции (1847—1871)
Своим декретом от 21 марта 1847 года президент Рафаэль Каррера провозгласил Республику Гватемалу (исп. Estado de Guatemala) Во время его поездки в Мексику законодательное собрание 16 августа 1848 года объявило президента вне закона, приговорив к смертной казни в случае возвращения в страну. Временные полномочия были поручены Хуану Антонио Мартинесу, а после его отставки (в условиях, когда  страну охватили повстанческие движения, а сепаратисты провозгласили 26 августа 1848 года в Кесальтенанго восстановление государства Лос-Альтос и создали 5 сентября 1848 года его временное правительство), были 28 ноября 1848 года переданы Хосе Бернардо Эскобару, также не сумевшему достичь национального умиротворения. Собравшиеся 3 января 1849 года законодатели передали президентские полномочия генералу Хосе Мариано Паредесу. В конце апреля 1849 года Каррера вернулся в страну через Уэуэтенанго и 8 мая 1849 года, воспользовавшись отъездом лидера Лос-Альтоса Агустина Гусмана в старую колониальную столицу Сантьяго-де-лос-Кабальерос-де-Гватемалу на встречу с Паредесом, захватил Кесальтенанго. Узнав о широкой поддержке Карреры, Паредес отменил его приговор, назначив главнокомандующим, после чего тот 8 августа 1849 года триумфально вошёл в столицу. 2 февраля 1851 года Каррера разгромил в битве при Араде вторгшиеся в Гватемалу объединённые силы Сальвадора и Гондураса, что позволило ему добиться избрания президентом 6 ноября 1851 года и пожизненным президентом 21 октября 1854 года (19 октября 1851 года конституционная ассамблея приняла конституционный акт республики, изменённый Каррерой исполнительным актом от 4 апреля 1855 года, закрепляющим пожизненные полномочия).
После последовавшей 14 апреля 1865 года смерти Карреры исполняющим президентские обязанности был назначен государственный секретарь (исп. Secretario de Estado) Педро де Айсинена-и-Пиньоль, а 24 мая 1865 года новым президентом был избран Висенте Серна Сандоваль. Его переизбрание спустя четыре года стало одной из причин Либеральной революции, в ходе которой он, потерпев ряд военных поражений, подал в отставку 29 июня 1871 года. Провозглашённый восставшими 3 июня 1871 года в Пацисии временным президентом Мигель Гарсиа Гранадос 4 июня 1873 года уступил пост избранному президентом Хусто Руфино Барриосу.
Курсивом на сером фоне показаны даты начала и окончания полномочий лица, провозглашённого главой государства во время восстания.
|            | Портрет         | Имя (годы жизни) | Полномочия      | Полномочия                                                                 | Партия                | Выборы       | Должность | Пр.                  |
| Начало     | Портрет         | Имя (годы жизни) | Окончание       |                                                                            | Партия                | Выборы       | Должность | Пр.                  |
| ---------- | --------------- | --- | --------------- | -------------------------------------------------------------------------- | --------------------- | ------------ | --- | -------------------- |
| 7 (I)      |                 | Хосе Рафаэль Каррера-и-Турсиос (1814—1865) исп. José Rafael Carrera y Turcios                                                     | 21 марта 1847   | 16 августа 1848                                                            | Консервативная партия | [ комм. 49 ] | президент республики исп. Presidente de la República                                                                   | [ 71 ] [ 72 ] [ 73 ] |
| и. о.      |                 | Хуан Антонио Мартинес Мартинес (1783—1854) исп. Juan Antonio Martínez Martínez                                                    | 16 августа 1848 | 28 ноября 1848                                                             | Консервативная партия | [ комм. 51 ] | исполняющий обязанности президента республики исп. Presidente Interino de la República                                 | [ 79 ]               |
| и. о.      |                 | Хосе Бернардо Эскобар (1797—1849) исп. José Bernardo Escobar                                                                      | 28 ноября 1848  | 3 января 1849                                                              | Консервативная партия | [ комм. 51 ] | исполняющий обязанности президента республики исп. Presidente Interino de la República                                 | [ 80 ] [ 81 ]        |
| и. о.      |                 | Хосе Мариано де Хесус Паредес (1800—1856) исп. José Mariano de Jesús Paredes                                                      | 3 января 1849   | 6 ноября 1851                                                              | независимый           | [ комм. 51 ] | исполняющий обязанности президента республики исп. Presidente Interino de la República                                 | [ 82 ]               |
| 7 (II—III) |                 | Хосе Рафаэль Каррера-и-Турсиос (1814—1865) исп. José Rafael Carrera y Turcios                                                     | 6 ноября 1851   | 21 октября 1854                                                            | Консервативная партия | [ комм. 52 ] | президент республики исп. Presidente de la República                                                                   | [ 71 ] [ 72 ] [ 83 ] |
| 7 (II—III) | 21 октября 1854 | Хосе Рафаэль Каррера-и-Турсиос (1814—1865) исп. José Rafael Carrera y Turcios                                                     | 14 апреля 1865  | пожизненный президент республики исп. Presidente vitalicia de la República | Консервативная партия | [ комм. 52 ] | | [ 71 ] [ 72 ] [ 83 ] |
| и. о.      |                 | Педро де Алькантара де Санта-Тереса де Айсинена-и-Пиньоль (1802—1897) исп. Pedro de Alcántara de Santa Teresa de Aycinena y Piñol | 14 апреля 1865  | 24 мая 1865                                                                | Консервативная партия | [ комм. 54 ] | государственный секретарь, исполняющий обязанности президента исп. Secretario de Estado en ejercicio de la Presidencia | [ 84 ] [ 85 ] [ 86 ] |
| 8 (I—II)   |                 | Висенте Серна-и-Серна Сандоваль (1810—1885) исп. Vicente Cerna y Cerna Sandoval                                                   | 24 мая 1865     | 21 октября 1869                                                            | Консервативная партия | [ комм. 55 ] | президент республики исп. Presidente de la República                                                                   | [ 87 ] [ 88 ]        |
| 8 (I—II)   | 21 октября 1869 | Висенте Серна-и-Серна Сандоваль (1810—1885) исп. Vicente Cerna y Cerna Sandoval                                                   | 29 июня 1871    |                                                                            | Консервативная партия | [ комм. 55 ] | президент республики исп. Presidente de la República                                                                   | [ 87 ] [ 88 ]        |
| —          |                 | Мигель Гарсия Гранадос-и-Савала (1809—1878) исп. Miguel García Granados y Zavala                                                  | 3 июня 1871     | 29 июня 1871                                                               | Либеральная партия    | [ комм. 57 ] | временный президент республики (в Пацисии) исп. Presidente Provisorio de la República (en Patzicía)                    | [ 89 ] [ 90 ] [ 91 ] |

### Лос-Альтос (1848—1849)
После изгнания из Гватемалы Рафаэля Карреры муниципальный совет Кесальтенанго при поддержке президента Сальвадора Доротео Васконселоса 26 августа 1848 года заявил о восстановлении государства Лос-Альтос и призвал другие муниципалитеты к нему присоединиться. 5 сентября 1848 года было создано временное правительство, а 25 декабря 1848 года назначен исполняющий обязанности президента Агустин Гусман. В конце апреля 1849 года Каррера вернулся в страну через Уэуэтенанго и 8 мая 1849 года, воспользовавшись отъездом лидера Гусмана в старую колониальную столицу Сантьяго-де-лос-Кабальерос-де-Гватемалу на встречу с гватемальским президентом Хосе Мариано Паредесом, захватил Кесальтенанго. 15 мая 1849 года состоялась ратификация Конвенции между Гватемалой и Лос-Альтосом о включении его общин в состав Гватемалы.
|        | Портрет | Имя (годы жизни) | Полномочия      | Полномочия      | Выборы       | Должность                                                                          | Пр.    |
| Начало | Портрет | Имя (годы жизни) | Окончание       |                 | Выборы       | Должность                                                                          | Пр.    |
| ------ | ------- | --- | --------------- | --------------- | ------------ | ---------------------------------------------------------------------------------- | ------ |
| —      |         | Временное правительство в составе: Фернандо Антонио Давила Сотомайор (1783—1851) исп. Fernando Antonio Dávila Sotomayor Хосе Веласко Ишкетей (?—?) исп. José Velasco Yxquetey Рафаэль де ла Торре Лопес (1814—1848) исп. Rafael de la Torre López (до 21 октября 1848 года) | 5 сентября 1848 | 25 декабря 1848 | [ комм. 58 ] | временное правительство исп. Gobierno Provisorio                                   | [ 92 ] |
| и. о.  |         | Агустин Гусман Лопес (?—1849) исп. Agustín Guzmán López | 25 декабря 1848 | 15 мая 1849     | [ комм. 59 ] | исполняющий обязанности президента государства исп. Presidente interino del Estado | [ 93 ] |

## Либеральная эпоха (1871—1944)

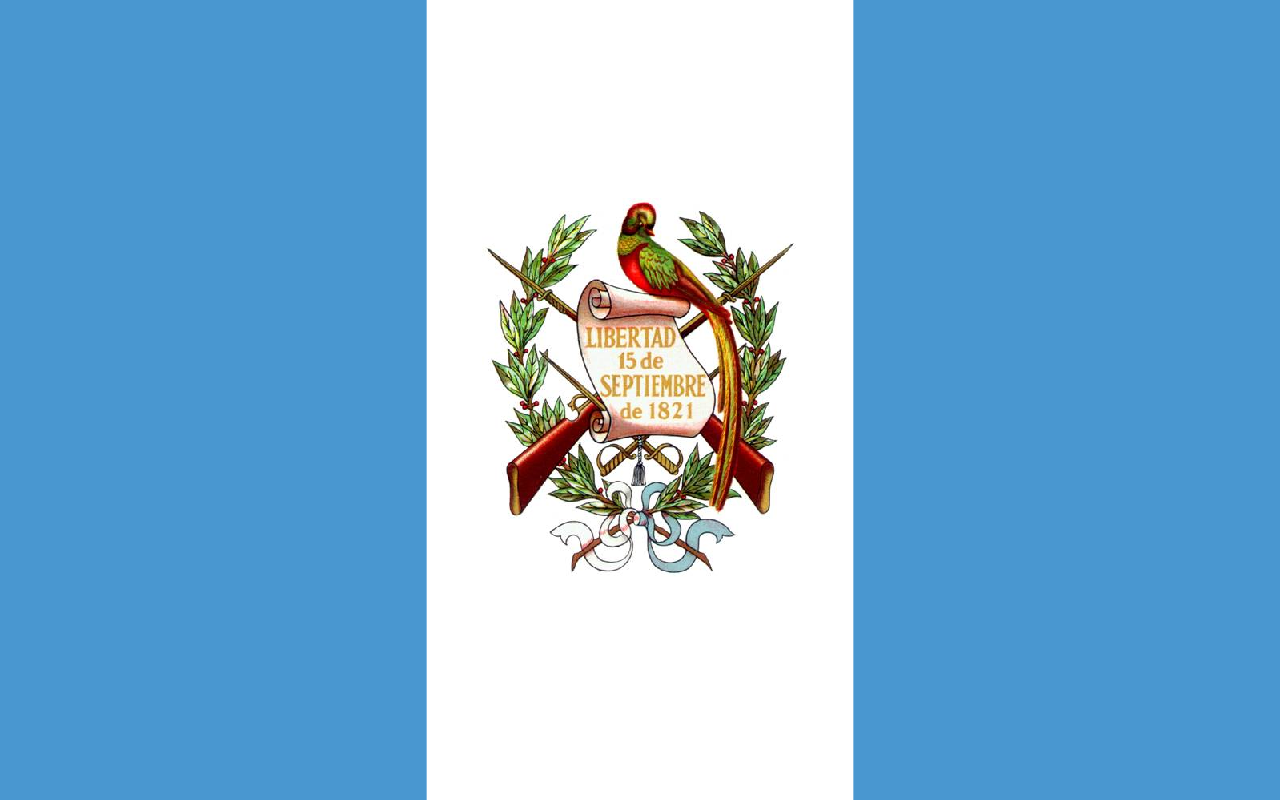
Флаг (1871)

После победы Либеральной революции и отставки 29 июня 1871 года Висенте Серны Сандоваля провозглашённый восставшими 3 июня 1871 года временным президентом Мигель Гарсиа Гранадос инициировал ряд реформ, ставших основой долговременного пребывания либералов у власти. 4 июня 1873 года он уступил пост избранному президентом на первых всеобщих выборах Хусто Руфино Барриосу. 12 декабря 1879 года по его инициативе была промульгирована новая конституция, установившая шестилетний президентский срок и институт назначенных заместителей (исп. Designado). В 1880 году Барриос победил на первых выборах конституционного президента (исп. Presidente Constitucional de la República), в 1885 году в попытке объединить под своим контролем другие центральноамериканские государства возглавил военный поход в Сальвадор, где погиб 2 апреля 1885 года в бою у Чальчуапы. Принявший полномочия первый заместитель (исп. Primer Designado) Алехандро Синибальди под угрозой переворота со стороны военного министра Хуана Мартина Баррундии передал их 5 апреля 1885 года второму заместителю (исп. Segundo Designado) Мануэлю Барильясу Берсиану, который установил авторитарный режим, выиграл в 1886 году безальтернативные выборы и в июне 1887 года приостановил действие конституции, распустив законодательное собрание. Однако в 1892 году он не стал препятствовать проведению выборов, принёсших победу Хосе Рейне Барриосу. 28 апреля 1897 года Рейна назначил первым и вторым заместителями Мануэля Эстраду Кабреру и Мануэля Сото и созвал в августе того же года конституционную ассамблею, которая продлила срок его полномочий на четыре года, вызвав протесты, вылившиеся в подавленную Кесальтекскую революцию. Вечером 8 февраля 1898 года Рейна был убит британским подданным Эдгаром Золлингером, когда направлялся с визитом к актрисе гастролирующей труппы (убийца был забит полицией при задержании). Принявший президентские полномочия Кабрера в дальнейшем четырежды побеждал на выборах (в 1898, 1904, 1910, 1916 годах), либо имея номинальных противников, либо безальтернативно.

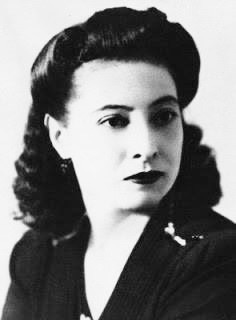
Мария Чинчилья Ресинос, убитая в 1944 году во время мирной демонстрации против Хорхе Убико, почитаемая как национальная героиня

В 1920 году была создана Юнионистская партия, объединившая сторонников создания нового союза центральноамериканских государств и получившая поддержку среди либеральных политиков, оппозиционных Кабрере. 8 апреля 1920 года законодательное собрание признало президента Кабреру лишившимся рассудка, приняла решение о прекращении его служения и избрала президентом юниониста Карлоса Эррера-и-Луну (выйдя за рамки конституционных полномочий). После того, как стало известно о согласии Кабреры подать в отставку, законодатели 13 апреля отменили свои решения и, вернувшись к конституционным нормам, избрали Эррера-и-Луну первым заместителем, что позволило ему принять полномочия 15 апреля 1920 года при их сложении с себя Кабрерой. Проведённые 27 августа 1920 года выборы укрепили положение юнионистов и позволили им подписать 19 января 1921 года в коста-риканской столице Сан-Хосе вместе с представителями Гондураса, Коста-Рики и Эль-Сальвадора договор о создании новой Федерации Центральной Америки (исп. Federación de Centroamérica). Соглашение было ратифицировано 3 февраля Гондурасом, 25 февраля Сальвадором и 9 апреля Гватемалой и вступило в силу 13 июня 1921 года (в Коста-Рике процедура была отложена). В гондурасской столице Тегусигальпе в тот же день начал работу Временный федеральный совет (исп. Consejo Federal Provisional) во главе с Хосе Висенте Мартинесом. 9 сентября 1921 года Национальная конституционная ассамблея делегатов трёх государств обнародовала Политическую конституцию Республики Центральной Америки (исп. Constitución Política de la República de Centroamérica), после её вступления в силу 1 октября 1921 года федерация стала назваться Республика Центральной Америки (исп. República de Centro América). Вскоре началась дезинтеграция союза: после свержения 10 декабря 1921 года Эррера-и-Луны его преемник Хосе Мария Орельяна Пинто 14 января 1922 года заявил о прекращении членства в нём Гватемалы, 29 января прекратил работу федеральный совет, 4 февраля из федерации вышел Эль-Сальвадор и 7 февраля — Гондурас.
Победивший на прошедших в феврале 1922 года выборах Орельяна скончался 26 сентября 1926 года от стенокардии, его преемником стал первый заместитель Ласаро Чакон Гонсалес. Он выиграл внеочередные выборы в декабре 1926 года, но 12 декабря 1930 года перенёс инсульт. Во время его болезни к исполнению полномочий был привлечён второй заместитель Баудильо Пальма (в нарушение прав отсутствовавшего в столице нового первого заместителя Мауро де Леон), что стало причиной вооружённого выступления 16 декабря Мануэля Орельяны, добившегося под угрозой жизни отставки Пальмы, убитого часами позже в продолжающихся перестрелках (в тот же день погиб и Мауро де Леон). Ставшего де-факто президентом Орельяну отказались признать США, и он согласился с принятым 29 декабря решением законодательного собрания о назначении новых заместителей, первый из которых после официальной отставки 2 января 1931 года Чаконы стал его преемником. На состоявшихся 6—8 февраля 1931 года выборах безальтернативным кандидатом стал основатель Прогрессивной либеральной партии Хорхе Убико, установивший авторитарный режим, сохранявшийся до 1944 года, пока не был свергнут в результате революции (полномочия Убико были продлены созванным в 1935 году конституционным собранием до 15 марта 1943 года).
Курсивом на сером фоне показаны даты начала и окончания полномочий лиц, исполнявших полномочия главы государства во время временного отсутствия конституционного главы.
|           | Портрет          | Имя (годы жизни)                                                                           | Полномочия       | Полномочия      | Партия                           | Выборы | Должность | Пр.                     |
| Начало    | Портрет          | Имя (годы жизни)                                                                           | Окончание        |                 | Партия                           | Выборы | Должность | Пр.                     |
| --------- | ---------------- | ------------------------------------------------------------------------------------------ | ---------------- | --------------- | -------------------------------- | --- | --- | ----------------------- |
| 9         |                  | Мигель Гарсия Гранадос-и-Савала (1809—1878) исп. Miguel García Granados y Zavala           | 29 июня 1871     | 4 июня 1873     | Либеральная партия               | [ комм. 61 ] | временный президент республики исп. Presidente Provisorio de la República                                                                            | [ 89 ] [ 90 ] [ 91 ]    |
| 10 (I—II) |                  | Хусто Руфино Барриос Ауйон (1835—1885) исп. Justo Rufino Barrios Auyón                     | 4 июня 1873      | 15 марта 1880   | Либеральная партия               | 1873 | президент республики исп. Presidente de la República                                                                                                 | [ 108 ] [ 109 ] [ 110 ] |
| 10 (I—II) | 15 марта 1880    | Хусто Руфино Барриос Ауйон (1835—1885) исп. Justo Rufino Barrios Auyón                     | 2 апреля 1885    | 1880            | Либеральная партия               | конституционный президент республики исп. Presidente Constitucional de la República                                                                 | | [ 108 ] [ 109 ] [ 110 ] |
| и. о.     |                  | Хосе Мария Орантес Гусман (1815—1886) исп. José María Orantes Guzmán                       | 23 июня 1882     | 6 января 1883   | Либеральная партия               | [ комм. 63 ] | осуществляющий полномочия президента республики исп. Presidente en funciones de la República                                                         | [ 111 ]                 |
| и. о.     |                  | Алехандро Мануэль Синибальди-и-Кастро (1825—1896) исп. Alejandro Manuel Sinibaldi y Castro | 2 апреля 1885    | 5 апреля 1885   | Либеральная партия               | [ комм. 65 ] | первый из назначенных заместителей, исполняющий обязанности президента республики исп. Primer Designado para ejercer la Presidencia de la República  | [ 112 ] [ 113 ]         |
| и. о.     |                  | Мануэль Лисандро Барильяс Берсиан (1845—1907) исп. Manuel Lisandro Barillas Bercián        | 5 апреля 1885    | 15 марта 1886   | Либеральная партия               | [ комм. 66 ] | второй из назначенных заместителей, исполняющий обязанности президента республики исп. Segundo Designado para ejercer la Presidencia de la República | [ 114 ] [ 115 ] [ 116 ] |
| 11        | 15 марта 1886    | Мануэль Лисандро Барильяс Берсиан (1845—1907) исп. Manuel Lisandro Barillas Bercián        | 15 марта 1892    | [ комм. 67 ]    | Либеральная партия               | конституционный президент республики исп. Presidente Constitucional de la República                                                                 | | [ 114 ] [ 115 ] [ 116 ] |
| 12        |                  | Хосе Мария Рейна Барриос (1854—1898) исп. José María Reina Barrios                         | 15 марта 1892    | 8 февраля 1898  | Либеральная партия               | конституционный президент республики исп. Presidente Constitucional de la República                                                                 | 1892 | [ 117 ] [ 118 ]         |
| и. о.     |                  | Мануэль Хосе Эстрада Кабрера (1857—1924) исп. Manuel José Estrada Cabrera                  | 8 февраля 1898   | 15 марта 1898   | Либеральная партия               | [ комм. 69 ] | первый из назначенных заместителей, исполняющий обязанности президента республики исп. Primer Designado para ejercer la Presidencia de la República  | [ 119 ] [ 120 ] [ 121 ] |
| 13 (I—IV) | 15 марта 1898    | Мануэль Хосе Эстрада Кабрера (1857—1924) исп. Manuel José Estrada Cabrera                  | 15 марта 1904    | 1898            | Либеральная партия               | конституционный президент республики исп. Presidente Constitucional de la República                                                                 | | [ 119 ] [ 120 ] [ 121 ] |
| 13 (I—IV) | 15 марта 1904    | Мануэль Хосе Эстрада Кабрера (1857—1924) исп. Manuel José Estrada Cabrera                  | 15 марта 1910    | 1904            | Либеральная партия               | конституционный президент республики исп. Presidente Constitucional de la República                                                                 | | [ 119 ] [ 120 ] [ 121 ] |
| 13 (I—IV) | 15 марта 1910    | Мануэль Хосе Эстрада Кабрера (1857—1924) исп. Manuel José Estrada Cabrera                  | 15 марта 1916    | 1910            | Либеральная партия               | конституционный президент республики исп. Presidente Constitucional de la República                                                                 | | [ 119 ] [ 120 ] [ 121 ] |
| 13 (I—IV) | 15 марта 1916    | Мануэль Хосе Эстрада Кабрера (1857—1924) исп. Manuel José Estrada Cabrera                  | 15 апреля 1920   | 1916            | Либеральная партия               | конституционный президент республики исп. Presidente Constitucional de la República                                                                 | | [ 119 ] [ 120 ] [ 121 ] |
| —         |                  | Карлос Рафаэль Эррера-и-Луна (1856—1930) исп. Carlos Rafael Herrera y Luna                 | 8 апреля 1920    | 15 апреля 1920  | Юнионистская партия              | 1920, апрель | конституционный президент республики (альтернативный) исп. Presidente Constitucional de la República (alternativo)                                   | [ 122 ] [ 123 ]         |
| и. о.     | 15 апреля 1920   | Карлос Рафаэль Эррера-и-Луна (1856—1930) исп. Carlos Rafael Herrera y Luna                 | 13 сентября 1920 | [ комм. 71 ]    | Юнионистская партия              | первый из назначенных заместителей, исполняющий обязанности президента исп. Primer Designado para ejercer la Presidencia de la República            | | [ 122 ] [ 123 ]         |
| 14 (I—II) | 13 сентября 1920 | Карлос Рафаэль Эррера-и-Луна (1856—1930) исп. Carlos Rafael Herrera y Luna                 | 1 октября 1921   | 1920, август    | Юнионистская партия              | конституционный президент республики исп. Presidente Constitucional de la República                                                                 | | [ 122 ] [ 123 ]         |
| 14 (I—II) | 1 октября 1921   | Карлос Рафаэль Эррера-и-Луна (1856—1930) исп. Carlos Rafael Herrera y Luna                 | 10 декабря 1921  | [ комм. 72 ]    | Юнионистская партия              | глава государства исп. Jefe del Estado | | [ 122 ] [ 123 ]         |
| и. о.     |                  | Хосе Мария Орельяна Пинто (1872—1926) исп. José María Orellana Pinto                       | 10 декабря 1921  | 14 января 1922  | Либеральная партия               | [ комм. 73 ] | первый из назначенных заместителей, исполняющий обязанности главы государства исп. Primer Designado para ejercer de la Jefatura del Estado           | [ 124 ] [ 125 ] [ 126 ] |
| и. о.     | 14 января 1922   | Хосе Мария Орельяна Пинто (1872—1926) исп. José María Orellana Pinto                       | 4 марта 1922     | [ комм. 74 ]    | Либеральная партия               | первый из назначенных заместителей, исполняющий обязанности президента республики исп. Primer Designado para ejercer la Presidencia de la República | | [ 124 ] [ 125 ] [ 126 ] |
| 15        | 4 марта 1922     | Хосе Мария Орельяна Пинто (1872—1926) исп. José María Orellana Pinto                       | 26 сентября 1926 | 1922            | Либеральная партия               | конституционный президент республики исп. Presidente Constitucional de la República                                                                 | | [ 124 ] [ 125 ] [ 126 ] |
| и. о.     |                  | Ласаро Чакон Гонсалес (1873—1931) исп. Lázaro Chacón González                              | 26 сентября 1926 | 18 декабря 1926 | Либеральная партия               | [ комм. 76 ] | первый из назначенных заместителей, исполняющий обязанности президента республики исп. Primer Designado para ejercer la Presidencia de la República  | [ 127 ] [ 128 ]         |
| 16        | 18 декабря 1926  | Ласаро Чакон Гонсалес (1873—1931) исп. Lázaro Chacón González                              | 2 января 1931    | 1926            | Либеральная партия               | конституционный президент республики исп. Presidente Constitucional de la República                                                                 | | [ 127 ] [ 128 ]         |
| и. о.     |                  | Баудильо Пальма (1874—1930) исп. Baudilio Palma                                            | 12 декабря 1930  | 16 декабря 1930 | Либеральная партия               | [ комм. 78 ] | второй из назначенных заместителей, исполняющий обязанности президента республики исп. Segundo Designado para ejercer la Presidencia de la República | [ 129 ] [ 130 ]         |
| и. о.     |                  | Мануэль Мария Орельяна Контрерас (1870—1940) исп. Manuel María Orellana Contreras          | 16 декабря 1930  | 2 января 1931   | военный                          | [ комм. 79 ] | президент де-факто исп. Presidente de facto | [ 131 ] [ 132 ]         |
| и. о.     |                  | Хосе Мариа Рейна Андраде (1860—1947) исп. José María Reyna Andrade                         | 2 января 1931    | 14 февраля 1931 | Либеральная партия               | [ комм. 80 ] | первый из назначенных заместителей, исполняющий обязанности президента республики исп. Primer Designado para ejercer la Presidencia de la República  | [ 133 ]                 |
| 17        |                  | Хорхе Убико-и-Кастаньеда (1878—1946) исп. Jorge Ubico y Castañeda                          | 14 февраля 1931  | 4 июля 1944     | Прогрессивная либеральная партия | 1931 | конституционный президент республики исп. Presidente Constitucional de la República                                                                  | [ 134 ] [ 135 ] [ 136 ] |

## Десятилетняя революция (1944—1954)
Сохранявшийся с 1931 года авторитарный режим Хорхе Убико был свергнут в результате революции, получившей название «Десять лет весны» (исп. Diez años de primavera). 4 июля 1944 года после продолжавшихся больше месяца массовых студенческих и профсоюзных протестов Убико подал в отставку и выехал в Мексику, передав полномочия первому заместителю Федерико Понсе Вайдесу. Результаты сфальсифицированных 13 октября 1944 года парламентских выборов были отвергнуты оппозицией, 20 октября 1944 года молодые офицеры свергли Понсе, создав военно-гражданскую Революционную правительственную хунту (исп. Junta Revolucionaria de Gobierno). 3—5 ноября были проведены новые выборы, в результате которых все мандаты получил Объединённый фронт политических партий и гражданских ассоциаций (исп. Frente Unido de Partidos Políticos y Asociaciones Cívicas, FUPP), 17—19 декабря — президентские выборы, принёсшие победу выдвинутому левыми партиями Хуану Хосе Аревало, 28—30 декабря — выборы Конституционного собрания, где его сторонники получили большинство. Полномочия Аревало начались 15 марта 1945 года в соответствии с новой конституцией, одобренной 11 марта конституционной ассамблеей, среди новаций которой было установление двенадцатилетнего перерыва для повторного избрания президентом. В ноябре 1945 года две ведущие партии коалиции, Народно-освободительного фронта и Партии национального возрождения, объединились в Партию революционного действия, ставшую главной силой проведения в жизнь многочисленных социальных и экономических реформ, включая масштабную земельную реформу, затронувшую интересы United Fruit Company. На выборах 1950 года победил представлявший её наиболее левое крыло Хакобо Арбенс Гусман. В 1954 году он столкнулся с инспирированным и руководимым ЦРУ в рамках операции PBSUCCESS заговором и вооружённым вторжением с целью его свержения и приведения к власти Карлоса Кастильо Армаса, и был вынужден подать в отставку 27 июня 1954 года.
|        | Портрет                        | Имя (годы жизни)                                                             | Полномочия      | Полномочия      | Партия                                  | Выборы                  | Должность | Пр.                     |
| Начало | Портрет                        | Имя (годы жизни)                                                             | Окончание       |                 | Партия                                  | Выборы                  | Должность | Пр.                     |
| ------ | ------------------------------ | ---------------------------------------------------------------------------- | --------------- | --------------- | --------------------------------------- | ----------------------- | --- | ----------------------- |
| и. о.  |                                | Хуан Федерико Понсе Вайдес (1889—1956) исп. Juan Federico Ponce Vaides       | 4 июля 1944     | 20 октября 1944 | Прогрессивная либеральная партия        | [ комм. 83 ]            | первый из назначенных заместителей, исполняющий обязанности президента республики исп. Primer Designado para ejercer la Presidencia de la República | [ 140 ] [ 141 ]         |
| —      |                                | Хакобо Арбенс Гусман (1913—1971) исп. Jacobo Árbenz Guzmán                   | 20 октября 1944 | 15 марта 1945   | военный                                 | [ комм. 84 ]            | революционная правительственная хунта исп. Junta Revolucionaria de Gobierno                                                                         | [ 142 ] [ 143 ] [ 144 ] |
| —      |                                | Хорхе Торьельо Гарридо (1908—1998) исп. Jorge Toriello Garrido               | 20 октября 1944 | 15 марта 1945   | независимый                             | [ комм. 84 ]            | революционная правительственная хунта исп. Junta Revolucionaria de Gobierno                                                                         | [ 145 ] [ 146 ]         |
| —      |                                | Франсиско Хавьер Арана Кастро (1905—1949) исп. Francisco Javier Arana Castro | 20 октября 1944 | 15 марта 1945   | военный                                 | [ комм. 84 ]            | революционная правительственная хунта исп. Junta Revolucionaria de Gobierno                                                                         | [ 147 ] [ 148 ] [ 149 ] |
| 18     |                                | Хосе Хуан Аревало Бермехо (1904—1990) исп. Juan José Arévalo Bermejo         | 15 марта 1945   | 15 марта 1951   | Объединённый фронт аревалистских партий | 1944                    | конституционный президент республики исп. Presidente Constitucional de la República                                                                 | [ 150 ] [ 151 ] [ 152 ] |
|        | Партия революционного действия | Хосе Хуан Аревало Бермехо (1904—1990) исп. Juan José Arévalo Bermejo         | 15 марта 1945   | 15 марта 1951   |                                         | 1944                    | конституционный президент республики исп. Presidente Constitucional de la República                                                                 | [ 150 ] [ 151 ] [ 152 ] |
| 19     |                                | Хакобо Арбенс Гусман (1913—1971) исп. Jacobo Árbenz Guzmán                   | 15 марта 1951   | 27 июня 1954    | 1950                                    | [ 142 ] [ 143 ] [ 144 ] | конституционный президент республики исп. Presidente Constitucional de la República                                                                 |                         |

## Военные правительства (1954—1958)
Готовившаяся с 1951 года, инспирированная и руководимая ЦРУ операция PBSUCCESS по свержению левого президента Хакобо Арбенса Гусмана и приведению к власти Карлоса Кастильо Армаса перешла в активную фазу в июне 1954 года, начавшуюся с блокады побережья американским флотом и вторжения с территории Гондураса и Сальвадора отрядов подготовленных ЦРУ наёмников (получивших помимо стрелкового и тяжёлого вооружения бомбардировочную и транспортную авиацию) и включавшую кампанию дезинформации и дипломатического прикрытия и установление внутреннего информационного доминирования (глушение правительственной радиостанции, разбрасывание над городами листовок). Подавший в отставку 27 июня 1954 года Арбенс назначил временным президентом главнокомандующего армией Карлоса Энрике Диаса, возглавившего на другой день созданную с целью сплочения армии правительственную хунту, избравшую 29 июня 1954 года своим президентом Эльфего Эрнана Монсона Агирре. Первоначально заявляя о продолжении борьбы с силами вторжения, 2 июля 1954 года Монсон на состоявшейся в Гондурасе встрече с Армасой под диктовку посла США Джона Пьюрифоя подписал соглашение о включении Армаса и его сторонников в реорганизованную правительственную хунту республики, а 7 июля 1954 года — уступил ему пост президента хунты.
С приходом к власти Армасы были восстановлены имущественные права спонсировавшей переворот United Fruit Company, отменён Трудовой кодекс, запрещена Гватемальская партия труда и другие левые организации, прошли массовые казни, аресты и увольнения десятков тысяч сторонников Арбенса, осуществляемые созданным 19 июля 1954 года Национальным комитетом обороны против коммунизма (исп. Comité Nacional de Defensa contra El Comunismo). 1 сентября 1954 года хунта заявила о своём роспуске, назначив Армасу президентом республики; 10 октября 1954 года были проведены выборы в Конституционную ассамблею, принёсшие победу коалиции правых, объединившихся в Национальный антикоммунистический фронт вокруг созданной Армасой партии Национально-демократическое движение; одновременно прошёл плебисцит о подтверждении полномочий Армасы на срок до 15 марта 1960 года, позволивший ему 6 ноября 1954 года заявить о конституционности своего статуса, несмотря на прекращение действия конституции 1945 года. Ассамблея продолжала работу более полутора лет, утвердив новую конституцию 2 февраля 1956 года, восстановившую утраченную в 1872 году экономическую правоспособность католической церкви. 26 июля 1957 года Армаса был застрелен военнослужащим президентской гвардии, под одной из версий придерживающимся левых взглядов.
Результаты прошедших 20 октября 1957 года выборов, организованных принявшим президентские полномочия первым заместителем Луисом Гонсалесом Лопесом, были аннулированы 23 октября из-за массовых фальсификаций; на следующий день власть захватила военная правительственная хунта во главе с Оскаром Мендосой Асурдией, чтобы призвать к несению полномочий второго заместителя Гильермо Флореса Авенданьо, не дискредитированного в процессе проведения выборов.
|            | Портрет         | Имя (годы жизни)                                                              | Полномочия      | Полномочия                                                                                | Партия                               | Выборы                                                                                               | Должность | Пр.                     |
| Начало     | Портрет         | Имя (годы жизни)                                                              | Окончание       |                                                                                           | Партия                               | Выборы                                                                                               | Должность | Пр.                     |
| ---------- | --------------- | ----------------------------------------------------------------------------- | --------------- | ----------------------------------------------------------------------------------------- | ------------------------------------ | --- | --- | ----------------------- |
| 19 (I—II)  |                 | Карлос Энрике Диас де Леон (1915—2014) исп. Carlos Enrique Dias de Leon       | 27 июня 1954    | 28 июня 1954                                                                              | военный                              | [ комм. 87 ]                                                                                         | временный президент республики исп. Presidente Provisorio de la República                                                                            | [ 159 ]                 |
| 19 (I—II)  | 28 июня 1954    | Карлос Энрике Диас де Леон (1915—2014) исп. Carlos Enrique Dias de Leon       | 29 июня 1954    | [ комм. 88 ]                                                                              | военный                              | президент правительственной хунты исп. Presidente de la Junta de Gobierno                            | | [ 159 ]                 |
| 20 (I—II)  |                 | Эльфего Эрнана Монсона Агирре (1912—1981) исп. Elfego Hernán Monzón Aguirre   | 29 июня 1954    | 2 июля 1954                                                                               | военный                              | президент правительственной хунты исп. Presidente de la Junta de Gobierno                            | [ комм. 89 ] | [ 160 ]                 |
| 20 (I—II)  | 2 июля 1954     | Эльфего Эрнана Монсона Агирре (1912—1981) исп. Elfego Hernán Monzón Aguirre   | 7 июля 1954     | [ комм. 90 ]                                                                              | военный                              | президент правительственной хунты республики исп. Presidente de la Junta de Gobierno de la República | | [ 160 ]                 |
| 21 (I—III) |                 | Карлос Кастильо Армас (1914—1957) исп. Carlos Castillo Armas                  | 7 июля 1954     | 1 сентября 1954                                                                           | военный                              | президент правительственной хунты республики исп. Presidente de la Junta de Gobierno de la República | [ комм. 89 ] | [ 161 ] [ 162 ] [ 163 ] |
| 21 (I—III) | 1 сентября 1954 | Карлос Кастильо Армас (1914—1957) исп. Carlos Castillo Armas                  | 6 ноября 1954   | [ комм. 91 ]                                                                              | военный                              | президент республики исп. Presidente de la República                                                 | | [ 161 ] [ 162 ] [ 163 ] |
|            | 6 ноября 1954   | Карлос Кастильо Армас (1914—1957) исп. Carlos Castillo Armas                  | 26 июля 1957    | Национально-демократическое движение в составе Национального антикоммунистического фронта | 1954                                 | конституционный президент республики исп. Presidente Constitucional de la República                  | | [ 161 ] [ 162 ] [ 163 ] |
| и. о.      |                 | Луис Артуро Гонсалес Лопес (1900—1965) исп. Luis Arturo González López        | 27 июля 1957    | Национально-демократическое движение в составе Национального антикоммунистического фронта | 24 октября 1957                      | [ комм. 93 ]                                                                                         | первый из назначенных заместителей, исполняющий обязанности президента республики исп. Primer Designado para ejercer la Presidencia de la República  | [ 164 ]                 |
| 22         |                 | Оскар Альберто Мендоса Асурдия (1917—1995) исп. Óscar Alberto Mendoza Azurdia | 24 октября 1957 | 26 октября 1957                                                                           | военный                              | [ комм. 95 ]                                                                                         | президент военной правительственной хунты исп. Presidente de la Junta Militar de Gobierno                                                            | [ 165 ]                 |
| и. о.      |                 | Гильермо Флорес Авенданьо (1894—1982) исп. Guillermo Flores Avendaño          | 27 октября 1957 | 2 марта 1958                                                                              | Национально-демократическое движение | [ комм. 96 ]                                                                                         | второй из назначенных заместителей, исполняющий обязанности президента республики исп. Segundo Designado para ejercer la Presidencia de la República | [ 166 ]                 |

## Период гражданской войны (1958—1996)

Флаг (1968)

Следствием свержения в 1954 году левого правительства Хакобо Арбенса Гусмана и прихода к власти крайне правых сил стало длившееся более тридцати лет вооружённое противостояние правительства с левой оппозицией, объединившейся 7 февраля 1982 года в блок Гватемальское национальное революционное единство. Отсчёт событий гражданской войны обычно ведётся от попытки мятежа на нескольких военных базах, предпринятой 13 ноября 1960 года, и завершается вступлением в силу 31 декабря 1996 года «Договора о прочном и длительном мире», подписанного правительством и партизанами, — однако конфликт не имеет чётких временны́х границ и распадается на несколько активных фаз.
Избранный президентом в 1958 году Хосе Мигель Идигорас Фуэнтес, допускавший возвращение в страну Арбенса и его участие в будущих выборах, был свернут 31 марта 1963 года военным министром Энрике Перальтой Асурдией, объявившим себя главой правительства республики (исп. Jefe del Gobierno de la República) и отменившим действие конституции. На проведённых 24 мая 1964 года выборах в конституционную ассамблею были «разыграны» 20 мандатов против 60 мандатов, замещаемых лицами по назначению военного правительства. Новая конституция, утверждённая 15 сентября 1965 года и вступившая в силу 5 мая 1966 года, уменьшила срок президентских полномочий до четырёх лет и изменила титулатуру Перальты на глава государства на период до состоявшейся 1 июля 1966 года инаугурации лидера Революционной партии Хулио Сесара Мендеса Монтенегро, избранного президентом 6 марта 1966 года. Несмотря на формальное восстановление гражданского режима партизанская борьба и ответные государственные репрессии охватили всю страну. В последующее десятилетие президентами становились кандидаты крайне правых Движения национального освобождения и Институционно-демократической партии, поощряющие антикоммунистический террор организации Белая рука (исп. Mano Blanca).

Флаг движения URNG

Провозгласив целью борьбу с коррупцией, молодые офицеры (исп. Jovenes Oficiales) во главе с Хосе Эфраином Риосом Монттом совершили 23 марта 1982 года бескровный переворот, взяв в заложники сестру и мать президента Фернандо Ромео Лукаса Гарсии. Они аннулировали результаты состоявшихся 7 марта 1982 года выборов, признав сфальсифицированной победу поддержанного Лукасом Анхеля Анибаля Гевары Родригеса. Первоначально была создана военная правительственная хунта, однако 9 июня 1982 года она была распущена, а Монтт провозглашён президентом. Он назначил выборы на лето 1984 года, но был свергнут 8 августа 1983 года военным министром Оскаром Умберто Мехией Викторесом, провозглашённым главой государства. Избранная 1 июля 1984 года конституционная ассамблея утвердила действующую поныне (с изменениями) конституцию 31 мая 1985 года, установив пятилетний срок полномочий президента и вице-президента (реформой, проведённой в ноябре 1993 года, он был уменьшен до четырёх лет) и возможность переизбрания спустя один электоральный цикл.
Мехия проиграл состоявшиеся после промульгации конституции выборы кандидату Гватемальской христианской демократии Винисио Сересо и передал ему полномочия 14 января 1986 года. В октябре 1987 года началась работа Национальной комиссии по примирению, вскоре зашедшая в тупик, однако ставшая первой попыткой завершения конфликта. На следующих выборах в 1990 году победил кандидат от Движения солидарности Хорхе Антонио Серрано Элиас; 25 мая 1993 года он попытался установить авторитарную власть, распустив парламент и Верховный суд и приостановив действие конституции (кризис, названный по его имени «Серрансо»), столкнулся с международным осуждением и широкими протестами ранее лояльных сил внутри страны и не был поддержан армией, что вынудило его 31 мая 1993 года уйти в отставку, передав полномочия вице-президенту Густаво Эспине Сальгеро, полностью восстановившему государственные институции (конституцию, парламент, суд). Собравшиеся на внеочередную сессию законодатели 5 июня 1993 года избрали для завершения каденции Серрано новым президентом  независимого политика Рамиро Леона Карпио, который смог достичь договорённостей, позволивших завершить гражданскую войну.
Курсивом на сером фоне показаны даты начала и окончания полномочий лица, исполнявшего полномочия подавшего в отставку главы государства до её принятия парламентом.
|           | Портрет     | Имя (годы жизни)                                                                       | Полномочия     | Полномочия     | Партия                                           | Выборы                                               | Должность | Пр.                     |
| Начало    | Портрет     | Имя (годы жизни)                                                                       | Окончание      |                | Партия                                           | Выборы                                               | Должность | Пр.                     |
| --------- | ----------- | -------------------------------------------------------------------------------------- | -------------- | -------------- | ------------------------------------------------ | ---------------------------------------------------- | --- | ----------------------- |
| 23        |             | Хосе Мигель Рамон Идигорас Фуэнтес (1895—1982) исп. José Miguel Ramón Ydígoras Fuentes | 2 марта 1958   | 31 марта 1963  | Партия национального демократического примирения | 1958                                                 | конституционный президент республики исп. Presidente Constitucional de la República                                           | [ 178 ] [ 179 ] [ 180 ] |
| 24 (I—II) |             | Энрике Перальта Асурдия (1908—1997) исп. Alfredo Enrique Peralta Azurdia               | 31 марта 1963  | 5 мая 1966     | военный                                          | [ комм. 99 ]                                         | глава правительства республики исп. Jefe del Gobierno de la República                                                         | [ 181 ] [ 182 ] [ 183 ] |
| 24 (I—II) | 5 мая 1966  | Энрике Перальта Асурдия (1908—1997) исп. Alfredo Enrique Peralta Azurdia               | 1 июля 1966    | [ комм. 100 ]  | военный                                          | глава государства исп. Jefe del Estado               | | [ 181 ] [ 182 ] [ 183 ] |
| 25        |             | Хулио Сесар Мендес Монтенегро (1915—1996) исп. Julio César Méndez Montenegro           | 1 июля 1966    | 1 июля 1970    | Революционная партия                             | 1966                                                 | конституционный президент республики исп. Presidente Constitucional de la República                                           | [ 184 ] [ 185 ] [ 186 ] |
| 26        |             | Карлос Мануэль Арана Осорио (1918—2003) исп. Carlos Manuel Arana Osorio                | 1 июля 1970    | 1 июля 1974    | Движение национального освобождения              | 1970                                                 | конституционный президент республики исп. Presidente Constitucional de la República                                           | [ 187 ] [ 188 ] [ 189 ] |
| 27        |             | Кхель Эухенио Лаухеруд Гарсия (1930—2009) исп. Kjell Eugenio Laugerud García           | 1 июля 1974    | 1 июля 1978    | Движение национального освобождения              | 1974                                                 | конституционный президент республики исп. Presidente Constitucional de la República                                           | [ 190 ] [ 191 ] [ 192 ] |
| 28        |             | Фернандо Ромео Лукас Гарсия (1924—2006) исп. Fernando Romeo Lucas García               | 1 июля 1978    | 23 марта 1982  | Институционно-демократическая партия             | 1978                                                 | конституционный президент республики исп. Presidente Constitucional de la República                                           | [ 193 ] [ 194 ] [ 195 ] |
| 29 (I—II) |             | Хосе Эфраин Риос Монтт (1926—2018) исп. Jose Efrain Rios Montt                         | 23 марта 1982  | 9 июня 1982    | военные                                          | [ комм. 102 ]                                        | президент военной правительственной хунты исп. Presidente de la Junta Militar de Gobierno                                     | [ 196 ] [ 197 ] [ 198 ] |
| 29 (I—II) | 9 июня 1982 | Хосе Эфраин Риос Монтт (1926—2018) исп. Jose Efrain Rios Montt                         | 8 августа 1983 | [ комм. 103 ]  | военные                                          | президент республики исп. Presidente de la República | | [ 196 ] [ 197 ] [ 198 ] |
| 30        |             | Оскар Умберто Мехия Викторес (1930—2016) исп. Óscar Humberto Mejía Víctores            | 8 августа 1983 | 14 января 1986 | военные                                          | [ комм. 102 ]                                        | глава государства исп. Jefe de Estado                                                                                         | [ 199 ] [ 200 ] [ 201 ] |
| 31        |             | Марко Винисио Сересо Аревало (1942—) исп. Marco Vinicio Cerezo Arévalo                 | 14 января 1986 | 14 января 1991 | Гватемальская христианская демократия            | 1985                                                 | конституционный президент республики исп. Presidente Constitucional de la República                                           | [ 202 ] [ 203 ] [ 204 ] |
| 32        |             | Хорхе Антонио Серрано Элиас (1945—) исп. Jorge Antonio Serrano Elías                   | 14 января 1991 | 5 июня 1993    | Движение солидарности                            | 1990                                                 | конституционный президент республики исп. Presidente Constitucional de la República                                           | [ 205 ] [ 206 ] [ 207 ] |
| и. о.     |             | Густаво Адольфо Эспина Сальгеро (1946—2024) исп. Gustavo Adolfo Espina Salguero        | 31 мая 1993    | 5 июня 1993    | Движение солидарности                            | [ комм. 105 ]                                        | вице-президент, исполняющий обязанности президента республики исп. Vicepresidente para ejercer la Presidencia de la República | [ 208 ]                 |
| 33        |             | Хосе Рамиро де Леон Карпио (1942—2002) исп. José Ramiro de León Carpio                 | 6 июня 1993    | 14 января 1996 | независимый                                      | 1993                                                 | конституционный президент республики исп. Presidente Constitucional de la República                                           | [ 177 ] [ 209 ] [ 210 ] |

## После 1996 года
После вступления в силу 31 декабря 1996 года «Договора о прочном и длительном мире», подписанного представителями правительства и Гватемальского национального революционного единства, завершивших гражданскую войну политическая жизнь Гватемалы была нормализована, включая соблюдение электорального цикла. Единственным исключением стала отставка 3 сентября 2015 года Отто Переса Молины после лишения его Конгрессом судебного иммунитета и одобрения судом ордера на его арест по обвинениям в преступном сговоре, контрабанде и взяточничестве в связи с коррупционной схемой, выявленной в деятельности таможенных органов страны, — президентскую каденцию завершил вице-президент Алехандро Мальдонадо Агирре.
|        | Портрет | Имя (годы жизни)                                                                                     | Полномочия      | Полномочия      | Партия                              | Выборы        | Должность | Пр.             |
| Начало | Портрет | Имя (годы жизни)                                                                                     | Окончание       |                 | Партия                              | Выборы        | Должность | Пр.             |
| ------ | ------- | --- | --------------- | --------------- | ----------------------------------- | ------------- | --- | --------------- |
| 34     |         | Альваро Энрике Арсу Иригойен (1946—2018) исп. Álvaro Enrique Arzú Irigoyen                           | 14 января 1996  | 14 января 2000  | Партия национального авангарда      | 1995          | конституционный президент республики исп. Presidente Constitucional de la República                                           | [ 213 ] [ 214 ] |
| 35     |         | Альфонсо Антонио Портильо Кабрера (1951—) исп. Alfonso Antonio Portillo Cabrera                      | 14 января 2000  | 14 января 2004  | Гватемальский республиканский фронт | 1999          | конституционный президент республики исп. Presidente Constitucional de la República                                           | [ 215 ] [ 216 ] |
| 36     |         | Оскар Хосе Рафаэль Берхер Пердомо (1946—) исп. Óscar José Rafael Berger Perdomo                      | 14 января 2004  | 14 января 2008  | Великий национальный альянс         | 2003          | конституционный президент республики исп. Presidente Constitucional de la República                                           | [ 217 ] [ 218 ] |
| 37     |         | Альваро Колом Кабальерос (1951—2023) исп. Álvaro Colom Caballeros                                    | 14 января 2008  | 14 января 2012  | Национальный союз надежды           | 2007          | конституционный президент республики исп. Presidente Constitucional de la República                                           | [ 219 ] [ 220 ] |
| 38     |         | Отто Фернандо Перес Молина (1950—) исп. Otto Fernando Pérez Molina                                   | 14 января 2012  | 3 сентября 2015 | Патриотическая партия               | 2011          | конституционный президент республики исп. Presidente Constitucional de la República                                           | [ 221 ] [ 222 ] |
| и. о.  |         | Эктор Алехандро Бальтасар Мальдонадо Агирре (1936—) исп. Héctor Alejandro Baltazar Maldonado Aguirre | 3 сентября 2015 | 14 января 2016  | независимый                         | [ комм. 108 ] | вице-президент, исполняющий обязанности президента республики исп. Vicepresidente para ejercer la Presidencia de la República | [ 223 ]         |
| 39     |         | Хамес Эрнесто Моралес Кабрера (1969—) исп. James Ernesto Morales Cabrera                             | 14 января 2016  | 14 января 2020  | Фронт национальной конвергенции     | 2015          | конституционный президент республики исп. Presidente Constitucional de la República                                           | [ 224 ] [ 225 ] |
| 40     |         | Алехандро Эдуардо Джамматтеи Фалья (1956—) исп. Alejandro Eduardo Giammattei Falla                   | 14 января 2020  | 15 января 2024  | Вперёд                              | 2019          | конституционный президент республики исп. Presidente Constitucional de la República                                           | [ 226 ] [ 227 ] |
| 41     |         | Сезар Бернардо Аревало де Леон (1958—) исп. César Bernardo Arévalo de León                           | 15 января 2024  | действующий     | Движение Семилья                    | 2023          | конституционный президент республики исп. Presidente Constitucional de la República                                           | [ 228 ] [ 229 ] |